# 響野ユカ
響野 ユカ（きょうの ゆか、1985年3月3日 - ）は、日本の薬剤師、ストリートミュージシャン、薬剤師シンガーソングライター。
京都府舞鶴市に生まれ、神奈川県横浜市で育つ。
幼い頃は家庭環境もあり音楽とは縁遠かったが、中学時代に観たB'zのライヴがきっかけとなり音楽を聴くようになる。学生時代は軽音楽部に所属し、音楽を演奏する楽しさにも目覚める。
昭和薬科大学を卒業後はアストラゼネカで医薬情報担当者として従事する。薬剤師の資格を取得し、調剤薬剤師となる。薬剤師国家試験対策用の替え歌をYouTubeで公開したところ、これが薬学生の間で話題となった。薬剤師として調剤薬局に勤務する傍ら音楽活動を続け、2014年にはUNIVERSAL MUSIC JAPANより発売されたTOMOROによるコンピレーションCD『元気玉-GENKIDAMA THE BEST vol.2-』に楽曲「キラメクセカイ」が収録され、メジャーデビューとなった。
2014年頃、響野は神奈川県横須賀市の追浜駅前でストリートライブ活動を始めた。この頃、追浜商盛会が追浜駅前商店街を活性化させるためにオリジナルの応援歌を作ろうという動きがあった。この企画を進めていた商店会事業部長との偶然の出会いもあり、地域の名所、名産品、プロ野球球団、車の名前、イベントを感じさせる言葉などを織り込んだ応援歌『おっぱまのうた－キラキラおっぱま』が制作され、2015年に発表された。響野が『おっぱまのうた－キラキラおっぱま』を歌う姿は、駅前に設置されたデジタルサイネージや情報サイト「おっぱまチャンネル」で流された。
自らの体調不良を改善させた漢方の力に目覚め、2019年3月に株式会社MORIMAを設立。オリジナル漢方茶の販売やトータルヘルスケアの相談を手掛けている。ベトナム等の東南アジアをはじめとする国外の繋がりの強みを活かして、日本のトータルヘルスケア・クリエイティビティーの拡大をビジョンとして掲げており、女性起業家としても活動。
なお、代表取締役の池野由香と響野ユカは同一人物である。（2019年にSNS上で本名は池野由香だと公表している。）